# Nomia dimidiata
Nomia dimidiata är en biart som beskrevs av Joseph Vachal 1897. Nomia dimidiata ingår i släktet Nomia och familjen vägbin. Inga underarter finns listade i Catalogue of Life.